# Медвежье газовое месторождение
Медве́жье га́зовое месторожде́ние расположено в Ямало-Ненецком автономном округе, в 50 км к юго-востоку от посёлка Ныда. Входит в состав Западно-Сибирской нефтегазоносной провинции. Открыто в 1967 году. Первооткрыватель — Анастасия Александровна Покровская. Разрабатывается с 1972 года. Разработку месторождения осуществляет ООО «Газпром добыча Надым».

## Строение
Приурочено к Ныдинскому и Медвежьему локальным поднятиям Медвежьего вала. Размеры структуры — 120 × 25 км. Амплитуда структуры — около 140 м, площадь — свыше 2100 км².
Сеноманские отложения имеют мощность 270—300 м. Покрышкой служат морские глинистые турон-датские отложения общей мощностью около 600 м. Средняя толщина продуктивного пласта — 24-113 м, эффективная толщина — 44 м. Газ на всей площади подстилается подошвенной пластовой водой. Протяжённость залежи 120 км, высота — 114—135 м, ширина: в пределах Медвежьего поднятия — 13-26 км, Ныдинского — до 18 км.
Первоначальные геологические запасы газа составляли 4 700 млрд м³, в начале XXI века остаточные запасы газа оценивались в 2 200 млрд м³.

## Освоение
Первым плацдармом для освоения Медвежьего месторождения стал посёлок Лабытнанги, где в 1967 году в составе Тюменьгазпрома была организована Дирекция по обустройству северных промыслов и газопроводов. По словам главного инженера Тюменьгазпрома Ю. И. Топчева, «за три года, предшествующие штурму Медвежьего, газовики и строители сделали в Лабытнангах и Надыме очень мало».
В ноябре 1970 года дирекция перебазировалась в посёлок Надым, в Лабытнангах осталось её отделение. Строительство скважин было поручено Главтюменьнефтегазу, в Лабытнангах была организована Полярная экспедиция глубокого бурения.
Первая машина переправилась на правый берег реки Надым в декабре 1970 года, но дальше Русского поля (десятикилометровое болото) транспорт пройти не смог. Лишь во второй половине января 1971 года строители дошли до места, где началось строительство посёлка Пангоды.
Первым объектом стал газосборный пункт № 2 (ГП-2), расположенный в 20 км от Пангод (в 1973 году Мингазпром ввёл единое наименование — установка комплексной подготовки газа (УКПГ)). Первой пробурили опорную скважину № 52.
23 декабря 1971 года было установлено воздушное сообщение с посёлком Пангоды. Вскоре взлётно-посадочная полоса принимала до 40 рейсов тяжёлых грузовых самолётов.
29 декабря начался монтаж технологического оборудования на ГП-2.
В декабре 1971 года было организовано Надымское газопромысловое управление (с 1973 года — «Надымгазпром»).
В середине марта 1972 года вступила в строй опорная газовая скважина № 52, что позволило обеспечить газом электростанцию и котельную в Пангодах. В конце марта начальник военизированной пожарной части В. А. Березин зажёг на ГП-2 факел — шестой в Тюменской области.
20 мая старший оператор по добыче газа Валерий Захаренков перевёл скважины в режим цеха — с этого момента качественный промышленный газ Медвежьего стал поступать в газотранспортную систему.
В первый год строительство скважин велось с запозданием, поэтому вместо планируемых 4 млрд м³ добыча газа составила 1,9 млрд м³. При этом мощность ГП-2 составляла 8,5 млрд м³ в год.
Исправить положение удалось лишь после передачи Полярной экспедиции глубокого бурения в ведение Мингазпрома. При строительстве третьего по счёту ГП-1 (вторым был ГП-3) отставание было ликвидировано. На ГП-3 использовалось оборудование из Франции, однако опыт эксплуатации вскоре показал большую эффективность схемы гликолевой осушки, применявшейся на отечественном оборудовании.
В Пангодах была организована производственно-диспетчерская служба под руководством И. С. Никоненко.
Для транспортировки газа с Медвежьего месторождения был построен газопровод Медвежье — Надым — Пунга, где использовались только трубы диаметром 1420 мм. В октябре 1974 года газ Медвежьего поступил в Москву.
В конце 1977 года Медвежье месторождение вышло на проектный уровень добычи.
Проект обустройства корректировался на ходу, поэтому мощность девятой УКПГ была сокращена вдвое, а от ввода десятой решили отказаться.
В 1982 году на ГП-7 в ночь с 21 на 22 апреля произошёл взрыв и пожар на газопроводе 1000 мм. В результате сгорел посёлок строителей, были многочисленные жертвы, в основном обгоревшие и обмороженные. Мороз достигал 20 градусов при сильном ветре. Людей собирали и везли на ближайший промысел ГП-6. В 2013 году ГП-7 выведено из эксплуатации по отработке газоносного пласта.

### Ныдинский участок
1 декабря 2011 года на Ныдинском участке была официально запущена в эксплуатацию УКПГ-Н (рабочая эксплуатация ведётся с 24 ноября). Это первая УКПГ Медвежьего месторождения, рассчитанная на подготовку газа и газового конденсата методом низкотемпературной сепарации. Максимальная производительность по сырому газу составляет 2,7 млрд м³ в год и до 60 тыс. тонн в год по газовому конденсату.
Все технологические процессы максимально автоматизированы на основе принципа «малолюдных технологий». Непосредственно на площадке располагается лишь операторная. Возможно, со временем управление полностью будет осуществляться с соседней УКПГ-9.
На Ныдинском участке ООО «Газпром добыча Надым» впервые занялось разработкой апт-альбских отложений.

## Вклад в развитие технологий
В ходе освоения Медвежьего месторождения был применён ряд технологических новшеств.
Впервые была использована двухколонная конструкция скважин, которая с тех пор стала применяться повсеместно. В 1978 году за использование скважин большого диаметра, обеспечивавших дебит 1—1,5 млн м³ газа в сутки, группа специалистов, включая директора института ТюменНИИгипрогаз П. Т. Шмыглю, была отмечена государственной премией в области науки и техники.
Впервые в отечественной газовой промышленности было применено кустовое бурение, когда на одной площадке располагалось по 3-5 скважин. В итоге на Медвежьем месторождении, по площади в 500 раз превышавшем Берёзовское, площадок для бурения скважин построили всего в 1,5 раза больше. С тех пор кустовое бурение в газовой промышленности стало нормой.
Внедрение прямоточных центробежных сепарационных и контактных элементов позволило увеличить производительность сепараторов и абсорберов Медвежьего с 3 до 5 млн м³ газа в сутки.
Впервые на Медвежьем был использован блочный метод монтажа оборудования.